# Ugo Buttà
Ugo Buttà (Roma, 21 gennaio 1891 – 1º gennaio 1949) è stato un generale italiano, veterano della prima guerra mondiale. Entrato nel Servizio informazioni militare (SIM) operò come agente segreto a Khartoum nel periodo precedente lo scoppio della guerra d'Etiopia insieme a Paolo Caccia Dominioni, e dopo lo scoppio delle ostilità fu al comando del 4º Gruppo Battaglioni Eritrei. Durante la seconda guerra mondiale fu al comando della 213ª Divisione costiera e poi della 155ª Divisione fanteria "Emilia" operante in Montenegro.

## Biografia
Nacque a Roma il 21 gennaio 1891, figlio di Gaetano e Armida Ferrari. Arruolatosi nel Regio Esercito nel 1908 iniziò a frequentare come allievo la Regia Accademia Militare di Fanteria e Cavalleria, da cui uscì come sottotenente assegnato all'arma di fanteria, corpo dei bersaglieri, il 19 maggio 1912, entrando in servizio nel 2º Reggimento in Roma.
Partecipò alla grande guerra nelle file del 5º Reggimento bersaglieri, venendo promosso dapprima tenente, e poi capitano, e decorato con una Medaglia d'argento e una Croce di guerra al valor militare.
Dopo la fine del conflitto prestò servizio nello Stato maggiore, entrando successivamente nel Servizio informazioni militare (SIM).
Destinato al servizio in Colonia prestò servizio per molto tempo in Somalia e in Eritrea, e tra il luglio e l'ottobre 1935 operò a Khartoum, sotto la copertura di un professore universitario, geologo ed antropologo, in missione nell'alto Nilo per compiere ricerche etnografiche. Qui, con la sigla K.1, lavorò come agente segreto informatore, insieme al capitano Paolo Caccia Dominioni, al fine di raccogliere informazioni sull'atteggiamento, e sui movimenti di truppe, degli inglesi in vista del precipitare della situazione diplomatica con l'Etiopia. Prese successivamente parte alla guerra (1935–1936) al comando del 4º Gruppo Battaglioni Eritrei, con il grado di tenente colonnello, venendo decorato con la Croce di Cavaliere dell'Ordine Militare di Savoia il 12 novembre 1936.
Promosso colonnello per merito di guerra con anzianità dal 22 gennaio 1936, comando il 29º Reggimento fanteria "Pisa" di stanza ad Asti e poi prestò servizio presso il comando del Regio corpo truppe coloniali d'Eritrea sino al 15 settembre 1939, quando divenne Capo di stato maggiore della 47ª Divisione fanteria "Bari", una unità di nuova formazione, con Quartier generale a Bari.
Con l'entrata in guerra del Regno d'Italia, avvenuta il 10 giugno 1940, prestò servizio in tale incarico sino al dicembre seguente per passare, con la promozione a generale di brigata avvenuta il 1º gennaio 1941, prima al comando della fanteria della 60 divisione fanteria Sabratha e, dal 16 luglio 1941, al comando Superiore FFAA dell'Albania per speciale incarico (comandante della Tripolitania orientale).
In seguito (10 agosto 1942) passò dapprima al comando della 213ª Divisione costiera, in Sicilia orientale, poi (dal 14 ottobre) a prestare servizio ancora presso il comando della Tripolitania Orientale sino al 22 novembre e poi ancora presso il comando Superiore FFAA dell'Africa Settentrionale Italiana sino al 31 marzo 1943.
Dal 1º aprile dello stesso anno fu destinato a prestare servizio presso il comando del I Corpo d'armata a Torino per incarichi speciali per poi passare in servizio presso il Ministero dell'Africa Italiana a Roma.
Dal 25 aprile 1943 assunse il comando della 155ª Divisione fanteria "Emilia" dislocata in Montenegro, nei pressi di delle Bocche Cattaro.
Il 1º luglio successivo fu promosso al rango di generale di divisione. Dopo l'annuncio dell'armistizio dell'8 settembre, i reparti della divisione si concentrarono intorno alle Bocche di Cattaro, dove insieme alla Regia Marina organizzarono la difesa della locale Piazza Marittima, rifiutando di arrendersi ai tedeschi. Per consolidare le proprie posizioni, a partire dal 14 settembre i reparti della Emilia conquistarono uno dopo l'altro i presidi tedeschi rimasti isolati nel dispositivo italiano, tranne quelli di Cattaro e Cruda che resistettero.
Nei giorni successivi, attaccati da terra e dal cielo dai reparti tedeschi, che nel frattempo avevano ricevuto rinforzi, ed impossibilitati ad organizzare una resistenza efficace, i resti della 155ª Divisione fanteria Emilia si imbarcarono nella notte tra il 15 e il 16 settembre sulle unità della Regia Marina, dirette a Bari dove giungeranno e verranno presto riutilizzate nel Corpo Italiano di Liberazione. Si spense il 1º gennaio 1949.

### Annotazioni
1. ↑  Inquadrato nella 2ª Divisione eritrea, era forte del IX, XII e XVII Battaglione.
2. ↑  Con anzianità dal 16 novembre 1927.
3. ↑  Il comandante della fanteria divisionale dal 1º ottobre 1942 era il generale di brigata Livio Negro, proveniente dall'Ispettorato della fanteria a Roma.
4. ↑  Si trattava di 5 piroscafi e una dozzina di altre imbarcazioni minori dove trovarono posto i due terzi del personale della Divisione (circa 6.500 uomini), dotati di equipaggiamento individuale al completo.

### Fonti
1. 1 2 3 4 5 6  Generals.
2. 1 2 3  Il Corno d'Africa.
3. 1 2 3  Rivista Militare 2018, p. 20.
4. 1 2   Ugo Buttà, su quirinale.it. URL consultato il 18 maggio 2019.
5. ↑  Pettibone 2010, p. 130.
6. ↑  Pettibone 2010, p. 126.
7. ↑  Arnell 2018, p. 148.
8. ↑  Supplemento ordinario alla Gazzetta ufficiale del Regno d'Italia n.228, del 5 ottobre 1938, pag.5.
9. ↑  Supplemento ordinario alla Gazzetta ufficiale del Regno d'Italia n.221, del 22 settembre 1937, pag.23.
10. ↑  Gazzetta Ufficiale del Regno d'Italia n.103 del 1º maggio 1934, pag.2187.
11. ↑  Bollettino ufficiale 10 settembre 1936, disp.60ª, pag.3273.